# コワイ童話
『コワイ童話』（こわいどうわ）は、TBSで1999年4月19日から同年10月4日まで放送されたテレビドラマ。放送時間は月曜0:50 - 1:20。

## 概要
童話を現代風にアレンジして、残酷性や猟奇性を描いたサスペンス・ホラー作品である。4話完結の話が6作放送された。

## ストーリー

### シンデレラ
あらすじ
苛められっ子の女子高生・橘あゆみは、ある日の帰り道、怪しい光を放つプリクラで個人情報を入力すると、ネットアイドルとして人気を集める。更に医大生と名乗る素敵な男性・小早川から靴をプレゼントされて、幸せな日々を送る。だが、やがて不気味な電話やメールが相次ぎ、誰かに監視されていると感じるようになり…。モチーフはヨーロッパの童話「シンデレラ」。
- 放送日：1999年4月19日 - 5月10日

出演
- 橘あゆみ - 内山理名
- 橘みさと - 丸久美子
- 小早川 - 松尾政寿
- 岡田悟 - 永山たかし
- えりか - 林敬子
- 美保 - 神谷涼
- 淳子 - 志村光代
- 酒井 - 高橋さとる
- 女教師 - 立石凉子
- 初老の男 - 西村淳二
- 茶髪男 - 忍成修吾
- オタク男 - 家富ヨウジ

スタッフ
- 脚本:武田百合子
- プロデューサー:丹羽多聞アンドリウ、大室清、矢口久雄
- 演出:吉田秋生

### 人魚姫
あらすじ
ファッションヘルス『人魚の館』にいた早川潮は、足が不自由で口も聞けない不思議な美女。そんな彼女と出会い、鱗を手に入れた3人の男性は、幸せを手に入れる。彼女は「三度目の満月の夜に奇跡が起きるから、それまで私を裏切らないで。」と約束させる。だが、そんな彼らに悲劇が襲いかかって来て…。モチーフはアンデルセンの創作童話「人魚姫」。
- 放送日：1999年5月17日 - 6月7日

出演
- 早川潮 − 小雪
- 川村亮 − 岡本健一
- 中島淳 − 北村一輝
- 古田新太
- 進藤幸
- キムラ緑子
- 笠兼三
- 西沢仁

など
スタッフ
- 脚本:井上もも
- プロデューサー:磯山晶、大室清、矢口久雄
- 演出:福澤克雄、磯山晶

### 不思議の国のアリス
あらすじ
健康食品メーカーから地方支店『ワンダランド』に転勤する事になったアリスこと有栖川司。そこに現れたのは、柴田と名乗る覆面の男性を初めとする奇妙なスタッフ達だった。そこで、有栖川はスタッフの1人、長谷川から奇妙な人形を貰う。ところが、スタッフが次々と消えて死体で見つかるという奇妙な事件が起きる。モチーフはルイス・キャロルの児童小説「不思議の国のアリス」。
放送日：1999年6月14日 - 7月5日
出演
- 有栖川司（健康食品メーカー勤務） - 佐々木蔵之介
- 広岡（本社の同僚） - 入江雅人
- 黒木耀子（ワンダランド社員） - 小西真奈美
- 松沢（ワンダランド社員） - 妻夫木聡
- 帽子屋幸治（ワンダランド支社長） - 我修院達也
- 卯月 - 山西惇
- 菅沼（ワンダランド社員） - 楠見薫
- 緒方（ワンダランド社員） - 河野洋一郎
- 長谷川（ワンダランド社員） - 田鍋謙一郎
- 柴田 - スペル・デルフィン
- 車掌、リポーター、運転手 - 伊藤努
- 乗客 - 大島蓉子
- 小野（有栖川の隣人） - 川下大洋

スタッフ
- 脚本:後藤ひろひと
- プロデューサー:鈴木早苗、大室清
- 演出:石井康晴、平田さおり

### みにくいアヒルの子
あらすじ
新米看護師・宮本イブキが勤める病院に、軽い貧血を起こした幼い少年・ユウマが運ばれて来る。イブキは彼の両親に連絡を取ろうとするが誰も電話に出ないため、ユウマの家を訪ねると、そこには大量の青虫と緑色の液体を吐き出して倒れる夫婦の姿があった。以来、彼女の周りで、次々と同じ症状を起こす人々が現れる。モチーフはアンデルセンの創作童話「みにくいアヒルの子」。
- 放送日：1999年7月12日 - 8月2日

出演
- 山口もえ
- 高木将大
- 池田真紀
- 佐々木蔵之介
- 村松克巳
- 須永慶
- 春田純一
- 宮地雅子
- 円城寺あや
- 遠山俊也
- 松山幸次
- 今野雅人

スタッフ
- 脚本:小原信治
- チーフプロデューサー:丹羽多聞アンドリウ
- プロデュース:森下和清、千葉行利、植田博樹
- 演出:伊與田英徳

### ラプンツェル
あらすじ
大学生の根本結衣は、親友・加奈子と共に車を運転していると、突然何かが大きな音を立てて屋根にぶつかったが、そこには何もなかった。更に自宅に戻ると、幼馴染・修一の幻影と、FAXで「人殺し」と書かれたメッセージが現れる。それ以来、彼女に惹かれた男性達が全て不慮の事故で死ぬという奇妙な現象が起きる。モチーフはヨーロッパの童話「ラプンツェル」。
- 放送日：1999年8月9日 - 9月6日

出演
- 直瀬遥歩
- 柴咲コウ
- 高木ヒロオ
- 根岸季衣
- 大森南朋
- KEE (現渋川清彦)

スタッフ
- 脚本:小野沢美暁
- プロデューサー:伊佐野英樹、森下和清、千葉行利
- 演出:藤尾隆、平野俊一

### 親ゆび姫
あらすじ
女子高生・町田冴子は、君島祐一に片思いをしているが、内気なためになかなか行動に出られずにいた。ある日、冴子は公園で佐久間と名乗る謎の男性から、「恋のお守り」である赤い液体を貰う。それを祐一にかけると、彼の身体は突然小さくなり、彼女に忠実に従うようになるが…。モチーフはアンデルセンの創作童話「親指姫」。
- 放送日：1999年9月13日 - 10月4日

出演
- 栗山千明
- 高橋一生
- 浅井江理名
- 皆川猿時
- 山本密
- 矢沢心
- 三戸部貴彦
- 池田貴美子
- 梅垣義明

スタッフ
- 脚本:宮藤官九郎
- プロデューサー:磯山晶、森下和清、千葉行利
- 演出:金子文紀、今井夏木、浅野敦也

## 主題歌
- 前半主題歌 - Eriko with Crunch「EVERYDAY, BE WITH YOU」
- 後半主題歌 - 木村由姫「Deep Sky Heart」
- テーマソング - 石本祥「夢見(yumemi)」

## ネット局
| 放送期間                                         | 放送時間                                                                          | 放送局             | 対象地域   | 備考   |
| ------------------------------------------------ | --------------------------------------------------------------------------------- | ------------------ | ---------- | ------ |
| 1999年4月19日 - 10月4日                          | 月曜 0:50 - 1:20（日曜深夜）                                                      | TBS                | 関東広域圏 | 制作局 |
| 1999年10月3日 - 12月26日 2000年1月10日 - 3月20日 | 日曜 2:10 - 2:40（土曜深夜） 日曜未明（土曜深夜、放送時間は放送日によって異なる） | チューリップテレビ | 富山県     | [ 2 ]  |